# 僕が彼女に、借金をした理由。
『僕が彼女に、借金をした理由。』（ぼくがかのじょに、しゃっきんをしたりゆう）は、1994年10月14日から12月23日までTBS系の「金曜ドラマ」枠で放送されたテレビドラマ。全11回。平均視聴率15.1%。

## あらすじ
建設会社に勤める山野辺邦彦は念願の一軒家を手に入れるが、ある日妻が勝手に自分のカードを使い込んでいたことが発覚し、借金まみれになってしまう。

## キャスト
- 山野辺邦彦：真田広之
建設会社勤務。一軒家を手にした矢先、妻がカード破産し借金苦に。
- 海老原直：筒井道隆
クレジット会社の取り立て屋。日本一の質屋の息子。
- 芹沢鴨：浜崎貴司
ロックバンドのリーダー。道子の昔の恋人。
- 山野辺道子：斉藤慶子
邦彦の妻だったが、夫に内緒で多額の借金をした上、それを押し付けて昔の恋人の元へ走る。
- 太刀山杏子：中島ひろ子
- 高木：遠山俊也
邦彦の部下。
- 梅津佳恵：若林志穂
建設会社の受付嬢。邦彦の不倫相手。
- 沼田：金田明夫
建設会社課長。
- 法月満：加賀谷純一
- 海老原峻：伊東四朗
直の父。
- 萱一平：笑福亭鶴瓶
金融会社社長。ゆきの元同僚。
- 中里五郎：村井国夫
- 立花ツヤ：吉行和子
ゆきの母。
- 立花ゆき：小泉今日子
山野辺家の隣人。金貸しであり、邦彦がお金を借りる事になる。
- ベンガル
- 四禮正明
- 佐渡稔
- 増田由紀夫
- 斉藤麻里

## スタッフ
- 脚本：池端俊策
  - 池端俊策（著）、浅野美和子（ノベライズ）『僕が彼女に、借金をした理由。』ワニブックス、1994年12月。ISBN 978-4847012273。
  - 池端俊策『僕が彼女に、借金をした理由。上巻』新風舎〈新風舎文庫〉、2004年4月。ISBN 978-4797492200。
  - 池端俊策『僕が彼女に、借金をした理由。下巻』新風舎〈新風舎文庫〉、2004年4月。ISBN 978-4797492217。
- 演出：生野慈朗、竹之下寛次
- 音楽：本多俊之
- 主題歌：小泉今日子「月ひとしずく」
- 選曲：辻田昇司（NSL）
- 音響効果：藍原貞幸（サウンズアート）
- 演出補：片山修、大久保竜、平川雄一朗、金子文紀
- プロデューサー補：磯山晶
- プロデュース：八木康夫

## 受賞歴
- 第3回ザテレビジョンドラマアカデミー賞
  - 主演男優賞（真田広之）[1]
  - タイトルバック賞（生野慈朗）[2]

## 放送日程
| 話数   | 放送日         | サブタイトル   | 演出       |
| ------ | -------------- | -------------- | ---------- |
| Vol.1  | 1994年10月14日 | 地獄の入口     | 生野慈朗   |
| Vol.2  | 1994年10月21日 | 破産へ破滅へ   | 生野慈朗   |
| Vol.3  | 1994年10月28日 | 1億円の女      | 竹之下寛次 |
| Vol.4  | 1994年11月4日  | 取り立て屋入門 | 竹之下寛次 |
| Vol.5  | 1994年11月11日 | 取り立て屋の恋 | 生野慈朗   |
| Vol.6  | 1994年11月18日 | 君を抱きたい   | 生野慈朗   |
| Vol.7  | 1994年11月25日 | 情事           | 竹之下寛次 |
| Vol.8  | 1994年12月2日  | 大勝負         | 竹之下寛次 |
| Vol.9  | 1994年12月9日  | 復讐           | 生野慈朗   |
| Vol.10 | 1994年12月16日 | 夫 売ります    | 竹之下寛次 |
| 最終回 | 1994年12月23日 | 夢の残高       | 生野慈朗   |